# Radiostars
I Radiostars sono un gruppo musicale originario di Scandiano composto da Cesare Anceschi (batteria), Massimo Barbieri (chitarra e voce) e Davide Gambarelli (basso).

## Storia del gruppo

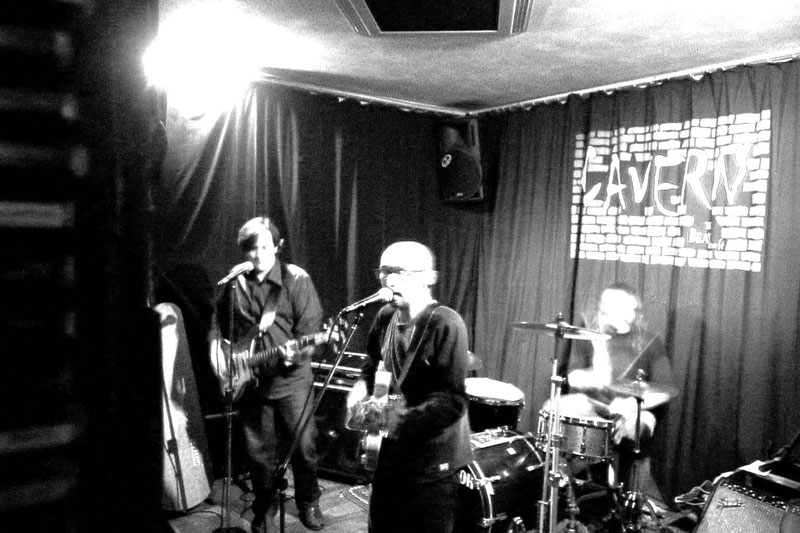
I Radiostars durante il concerto di presentazione di For What Might Have Been

La nascita del gruppo risale al 1995 anno nel quale viene anche pubblicato il primo singolo (You've got a spread) stampato su 7" e allegato alla rivista Urlo. La musica del trio compare, nel corso dello stesso anno su diverse raccolte musicali italiane. Il primo album, dal titolo Dancing le Cibaou-Cibaou viene stampato il 6 giugno 1997 dall'etichetta italiana Asbury Park. Il disco riceve consensi unanimi dalla stampa specializzata. All'uscita dell'album di esordio, fa seguito una serie di concerti su diversi palchi italiani. Il 20 settembre 1998 il trio si esibisce in un concerto di apertura al gruppo irlandese U2 di fronte ad una folla di oltre 100.000 persone.
Sempre nel 1998 un brano dei Radiostars viene incluso nella compilation "A fist full of freebird" prodotta dall'etichetta olandese Freebird Records.
Il 16 marzo 1999 viene stampato il secondo album More traditional than you prodotto da Alessandro Gandino, dall'etichetta romana Vurt e dall'olandese Freebird. Il disco, distribuito in tutta Europa, ottiene ancora una volta il consenso della stampa specializzata.
Nel 2001 a seguito di una collaborazione con l'etichetta americana Shut Eye Records, viene incluso il singolo Messa Metronic all'interno della compilation A low watt document che, in poche settimane vende oltre 15 000 copie.
Nel 2003 viene stampato il terzo album For what might have been, prodotto da Kymotto Music.
Il 1º giugno 2008 esce l'album Endless Morning preceduto di poche settimane dal singolo Vowels Poetry. Endless Morning è prodotto dagli stessi Radiostars ed è liberamente scaricabile dal sito web ufficiale del gruppo.
Nel 2010 i Radiostars hanno partecipato alla compilation A Different Story con il brano They Walked In Line. La compilation vede coinvolti gruppi reggiani che reinterpretano alcuni brani dei Joy Division.
Nel 2008 esce l'album Endless morning preceduto dal singolo Vowels Petry, entrambi pubblicati con licenza Creative Commons.

## Discografia[4]

### Album
- 1997 - Dancing Le Cibaou-Cibaou (Asbury Park)
- 1999 - More Traditional Than You (Vurt Recordz)
- 2003 - For What Might Have Been (Kimotto Music)
- 2008 - Endless Morning[5] (Radiostars)

### Singoli
- 1995 - You've Got A Spread (7" - Primaveraradio)
- 2008 - Vowels Poetry[6] (Radiostars)

### Compilation
- 1995 - We Bastard Motherfuckers! (Blu Bus)
- 1998 - A Fist Full Of Freebird[7] (Freebird Records)
- 2001 - A Low Watt Document - Frequency Modification[8] (Shut Eye Records)
- 2010 - A Different Story. Songs By Joy Division (Gerra Produzioni)